# Porto de Moz
Porto de Moz este un oraș în Pará (PA), Brazilia.